# Blanktjärnen (Hotagens socken, Jämtland, 710382-144318)
Blanktjärnen är en sjö i Krokoms kommun i Jämtland och ingår i Indalsälvens huvudavrinningsområde. Blanktjärnen ligger i Gråberget-Hotagsfjällen Natura 2000-område.